# ديلا
ديلا (بالإنجليزية: Dila)‏ (بالأمهرية: ዲላ)‏ هي مدينة سوق ووريدا منفصلة في جنوب  إثيوبيا. 
(وريدا: هي نوع من التقسيم الإداري في إثيوبيا)
وهي المركز الإداري لمنطقة جيدو في إقليم "الأمم الجنوبية"، وتقع على الطريق الرئيسي من أديس أبابا إلى نيروبي.
ظلت حتى أوائل التسعينات، المركز الرئيسي لنقل وتجارة البن المزروع في المناطق الجنوبية في أثيوبيا، حتى تم تشييد طريق مؤدي إلى الحدود الكينية. كانت ديلا تقع على الطرف الجنوبي من الطريق المؤدي إلى أديس أبابا. ولا تزال حتى اليوم مركزًا رئيسيًا لتجارة البن.
بدءا من عام 2003 دخلت المدينة وسائل اتصالات حديثة، مثل الهاتف الرقمي والبريد والكهرباء وأنشأت العديد من البنوك والمستشفيات. 
ديلا هي موقع جامعة ديلا التي تأسست عام 1996 وكانت جزءًا من جامعة ديبوب.

## تاريخ
أجرت شركة إمبريال للسكك الحديدية في إثيوبيا مسوحات لتوسيع خط السكة الحديد مع 310 كم خط من أداما إلى دلة بين عامي 1960 و 1963. شكلت الحكومة شركة تطوير سكك حديد نازاريت - ديلا لدعم هذا الفرع الجديد. على الرغم من أن الحكومة الفرنسية عرضت قرضًا لتمويل هذا الفرع الجديد في عام 1965، وكان الخبراء اليوغوسلافيون قد درسوا واعتقدوا أن المشروع سيكون مفيدًا، إلا أن هذا المشروع لم يتم تنفيذه مطلقًا. 
خارج ديلا يوجد تلة ميشيل (ሚችሌ)، حيث تم سحق انتفاضة الفلاحين من شعب جيديو في عام 1960. وكانوا يطالبون برفع الظلم عنهم في ظل النظام الإقطاعي السائد، وقتلوا من قبل الجيش. 
في 22 يوليو / تموز 1998، وقعت اشتباكات عنيفة بالقرب من ديلا. ونشرت الصحافة تصريحات متضاربة حول هوية الأحزاب وعدد القتلى. وقالت المتحدثة باسم الحكومة الإثيوبية، سيلومي تاديسي، إن حوالي 140 شخصًا لقوا مصرعهم ونزوح أعداد كبيرة على الأقل مؤقتًا. 
في 12 أكتوبر / تشرين الأول 2008، غادر بيكيلي جيرما، ناشط في حزب الوحدة الإثيوبي (AEUP)، المكتب الرئيسي للحزب في أديس أبابا لفتح مكتب في ديلا.
على الرغم من وجود رسالة من المجلس الوطني للانتخابات في إثيوبيا تطلب من المسؤولين الحكوميين الإقليميين مساعدته في فتح مكتب محلي، قام قائد شرطة ديلا، أوبسا هونديسا، باحتجاز بيكيلي ورفض السماح له بفتح مكتب في تلك المدينة. أطلق سراح بيكيلي في نوفمبر / تشرين الثاني. 

## التركيبة السكانية
بناءً على تعداد عام 2007 الذي أجراه جهاز الإحصاء المركزي، بلغ عدد سكان هذه البلدة 59،150 نسمة، منهم 31،068 ذكور و 28،082 أنثى.
يمارس تعدد السكان المسيحية الأرثوذكسية الإثيوبية، حيث أفاد 41.65٪ من السكان بهذا الاعتقاد، و 39.2٪ بروتستانت، و 15.93٪ مسلمون، و 2.68٪ كاثوليك. 

## روابط خارجية
- صفحة كلية ديلا لتعليم المعلمين